# Royaumes oubliés
Les Royaumes oubliés (en anglais : Forgotten Realms) est un décor de campagne pour le jeu de rôle sur table Donjons et Dragons, et un univers de fiction, créé par l'auteur et concepteur Ed Greenwood. L'action se déroule principalement sur le continent de Féérune (Faerûn), sur la planète Abeir-Toril. Dans ce monde, la magie joue un rôle prédominant, comme dans la plupart des décors de campagne de Donjons et Dragons.
Bien qu'étant initialement une campagne personnelle d'Ed Greenwood, détaillée dans une longue série d'articles du magazine américain Dragon Magazine, les Royaumes oubliés devinrent bientôt l'univers préféré des joueurs de Donjons et Dragons dans les années 1990.
La popularité des Royaumes oubliés fut également nourrie par de nombreux romans (notamment les exploits du célèbre héros elfe noir Drizzt Do'Urden ou de l'archimage Elminster) et de nombreux jeux de rôle sur ordinateur comme Pool of Radiance, Baldur's Gate, Icewind Dale et Neverwinter Nights.

## Élaboration de l'univers de fiction
Les Royaumes oubliés font partie des univers de fantasy inventés pour le jeu de rôle Donjons et Dragons. Il naît autour de 1966, dans les écrits d'enfance d'Ed Grenwood qui invente des lieux comme la Côte des Épées et la ville de Padhiver dans ses premières histoires de fantasy. Par la suite, quand il découvre les jeux de rôle, Ed Greenwood utilise cet univers pour sa campagne de Donjons et Dragons avec des lieux comme Eauxprofondes (Waterdeep). Dès 1979, Greenwood publie plusieurs de ses inventions, lieux, créatures, etc. dans le magazine de jeux de rôle Dragon. En 1985, TSR, l'éditeur du jeu, change de direction et est désormais dirigé par Lorraine Dille Williams. En 1986, Ed Greenwood est contacté par TSR, qui souhaite développer un nouvel univers après celui de Greyhawk de Gary Gygax. La direction de TSR prévient Greenwood : « C'est un univers fourre-tout » (« This is a kitchen sink world »), c'est-à-dire que TSR y transplante parfois du matériel issu d'autres univers ou gammes. Le premier supplément proposant un décor de campagne situé dans les Royaumes oubliés paraît en 1987, accompagné d'un premier roman dérivé. Leur succès donne naissance à une gamme pléthorique.
À cette époque, le jeu de rôle sur table est rentable d'un point de vue éditorial, ce qui encourage les éditeurs à publier de nombreux suppléments. Entre 1987 et 2003 paraissent ainsi plus d'une centaine d'ouvrages consacrés aux Royaumes oubliés, compatibles avec les éditions successives du jeu Donjons & Dragons. Ce rythme très soutenu de publication est nettement ralenti à partir des années 2000 quand le marché du jeu de rôle connaît un passage à vide, ce qui change durablement le format des gammes des jeux de rôle.
Les Royaumes oubliés font l'objet de très nombreux romans dérivés, traduits en France par les éditions Fleuve Noir sur l'initiative de Jacques Goimard. Au début, TSR invite les auteurs à ajouter à chaque roman une nouvelle région ou ville aux Royaumes, mais la collection se diversifie rapidement avec des romans qui explorent le passé des Royaumes ou suivent un personnage, un groupe ou une faction dans plusieurs pays. L'écrivain R.A. Salvatore écrit plus d'une quarantaine de romans et invente notamment le personnage de Drizzt Do'Urden, un elfe noir originaire de cet univers. Le personnage est repris par la suite sur d'autres supports, dont des jeux vidéo. Ed Greenwood lui-même écrit plusieurs romans, dont le premier est Elminster : La Jeunesse d'un mage (Elminster : The Making of a Mage) en 1994.
Des jeux vidéo situés dans les Royaumes oubliés paraissent dès les années 1980 avec Pool of Radiance en 1988, puis continuent à sortir de manière très régulière. 
En 1997, TSR est racheté par Wizards of the Coast. L'éditeur passe un partenariat avec le studio de développement de jeux vidéo Bioware, qui débouche sur Baldur's Gate en 1998, un jeu vidéo de rôle innovant par son inspiration puisée dans les jeux de stratégie en temps réel comme Command & Conquer, la liberté d'exploration qu'il offre, sa richesse et sa transposition fidèle des règles du jeu de rôle sur table. Un autre jeu à succès issu du même partenariat est Neverwinter Nights, sorti en 2002, dont le point fort réside moins dans son histoire que dans son éditeur de scénarios permettant de créer des campagnes de jeu vidéo de rôle en ligne.
L'éditeur lance en 2013 une série d'événements cataclysmiques au sein de l'univers intitulé la Fracture (en anglais The Sundering) qui fait l'objet d'une série de romans, de bandes dessinées, d'événements dans les boutiques de jeux et d'une campagne pour Donjons et Dragons,.
Une extension du jeu de cartes à collectionner Magic : l'Assemblée située dans les Royaumes oubliés sort en 2021. À ce moment, Wizards of the Coast possède à la fois Donjons et dragons et Magic : l'Assemblée depuis 23 ans, mais c'est la première fois qu'une extension de Magic réalise un cross-over avec Donjons et dragons et plus généralement avec un autre univers de franchise.
Un film dérivé, Donjons et Dragons : L'Honneur des voleurs, situé dans les Royaumes oubliés, sort en 2023.

## Univers

### Inspirations
L'univers des Royaumes oubliés brasse des références au Moyen Âge européen mais aussi à de nombreuses autres cultures. Il s'en dégage cependant une ambiance générale que des rôlistes qualifient facilement de « médiévale » en raison de son niveau technologique et du fait qu'on peut y jouer des chevaliers, tout en étant conscients qu'il ne s'agit pas d'un reflet d'une époque réelle mais d'un mélange entre toutes sortes d'époques et de cultures.

### Continuité
Le développement créatif des Royaumes oubliés se fait selon un principe d'horizontalité entre les différentes fictions et jeux qui le composent : tout fait partie du canon (au contraire d'univers comme celui de Star Wars où de nombreuses œuvres dérivées ont un statut inférieur). Cependant, il peut y avoir des contradictions de détail car l'éditeur ne recherche pas une continuité absolue entre les différentes œuvres.

### Géographie

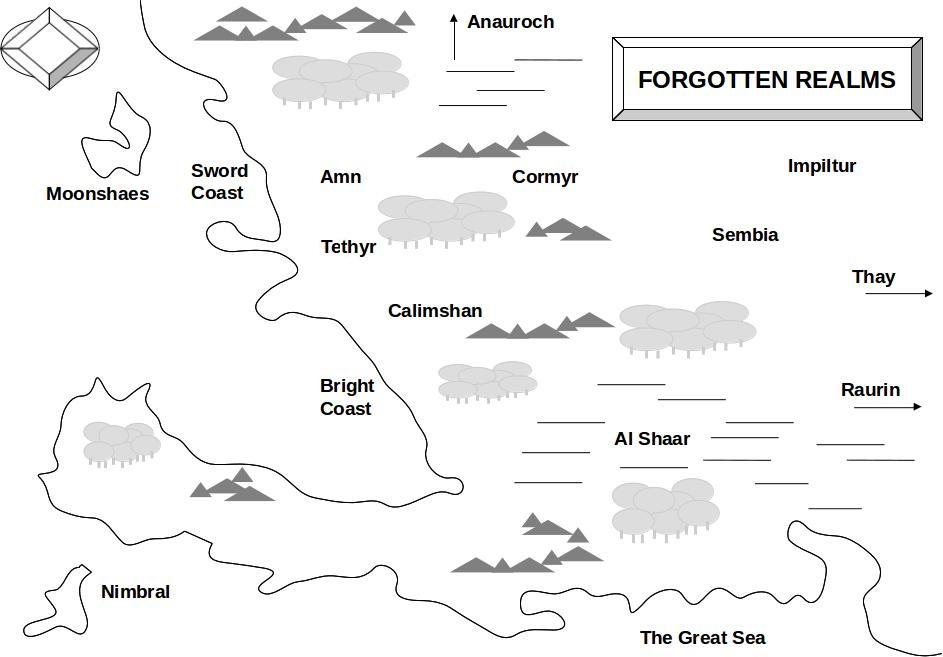
Carte montrant une partie des nations des Royaumes oubliés du continent de Féérune, notamment la Côte des Épées (Sword Coast) où se trouve la ville d'Eauprofonde (Waterdeep).

Les Royaumes oubliés sont situés sur la planète Abeir-Toril. Elle est constituée des continents de Féérune, Kara-Tur, Zakhara et Maztica, ainsi que d'autres continents plus petits encore non-explorés. Cependant, la plupart des publications liées aux Royaumes oubliés concernent Féérune. Certaines régions d'Abeir-Toril reprennent une vision particulière du médiéval-fantastique ou sont dérivées d'une région existante du monde réel. C'est probablement l'une des raisons expliquant le succès des Royaumes oubliés, chaque joueur pouvant y retrouver la vision qu'il se fait du jeu de rôle.
Par exemple le Mitan, région la plus connue des joueurs, est comparable à l'Europe du Moyen Âge. Les légendes persanes sont reprises par le Calimshan et Zakhara, avec des paysages souvent désertiques et chauds. L'Égypte antique a inspiré l'empire de Mulhorande, l'Asie a son homologue en le continent de Kara-Tur, l'Afrique équatoriale a inspiré la jungle de Chult, et Maztica exploite les ressources et le peuple nouveau des débuts de l'Amérique.
Les Royaumes oubliés ne sont cependant pas une copie du monde réel. On peut retrouver les bases de l'inspiration des concepteurs mais Abeir-Toril est un monde vivant, avec ses légendes propres et ses aventures en perpétuelle évolution grâce notamment aux joueurs et aux romans liés (éditions Fleuve Noir puis Milady pour les versions françaises).

### Cosmologie
L'univers des Royaumes oubliés, généralement appelé Multivers, est composé de plusieurs plans d'existence, sortes de mondes parallèles ayant chacun leurs propres règles et thème (le feu, l'eau, l'ombre, etc.). Pour passer d'un plan à l'autre, il faut avoir recours à la magie. Alors qu'Abeir-Toril est sur le plan matériel, ou plan primaire, certaines aventures peuvent se dérouler dans d'autres plans d'existence. Des visiteurs d'autres plans sont d'ailleurs couramment utilisés comme éléments de l'intrigue dans les Royaumes oubliés. À noter que dans leurs deux premières versions, les Royaumes oubliés partageaient une cosmologie spécifique avec les autres cadres de campagne, celle de la Grande Roue et de ses plans extérieurs ; cependant, en 2001, une restructuration aboutit à une cosmologie spécifique aux Royaumes oubliés pour la 3e édition.

### Religions
Les Royaumes oubliés ont un panthéon polythéiste. Les dieux font partie intégrante du monde : ils interagissent avec les mortels, répondent aux prières et ont chacun leurs objectifs. Ce sont des personnages épiques, et ils forment une classe à part entière. Certains mortels ont d'ailleurs été élevés au rang de dieu dans l'histoire des Royaumes oubliés. Ils ont de nombreux serviteurs sur le plan matériel sous forme d'adorateurs, prêtres, paladins, avatars et autres Élus.
Au-dessus de tous ces dieux se trouve une entité nommée Ao. Celui-ci n'approuve pas les adorateurs et préfère se tenir à distance des mortels. Il est responsable du Temps des troubles, ou Guerre des dieux, comme décrit dans La Trilogie des Avatars, série de livres dédiée aux Royaumes oubliés. Il a banni pendant quelque temps les dieux, qui se mêlèrent aux mortels, ce qui provoqua l'ascension de plus d'un dieu dont Cyric (dieu du meurtre, de la tricherie, des illusions, des désastres, des mensonges et des intrigues) et la magicienne Minuit, qui changea de nom pour Mystra (déesse de la magie), mais également la mort de certains, tels Baine et Myrkul.
Les prêtres et leurs dérivés (paladins, moines, etc.) sont de pieux serviteurs qui vénèrent et reçoivent des pouvoirs d'un dieu en particulier. Regroupés au sein de puissantes Églises ou de petits groupuscules secrets, ils opèrent selon l'alignement de leur divinité tutélaire. Les plus puissants de ces serviteurs sont les Élus, des adorateurs mortels ayant reçu une partie des pouvoirs de leur dieu et faisant office de représentant de celui-ci sur le plan matériel. Le plus connu des Élus est probablement Elminster de Valombre, un célèbre sage et magicien des Royaumes, Élu de la déesse de la magie Mystra.

### Histoire interne
L'histoire des différentes nations qui composent Abeir-Toril est riche en événements. De nombreux royaumes se sont élevés et ont disparu, certains n'ayant laissé qu'une faible trace, d'autres ayant marqué leur époque et continuant à vivre dans les souvenirs des habitants actuels sous forme de légendes. Des bardes et des ménestrels racontent ces drames et l'histoire des héros qui ont marqué ces époques, dont certains, tel le mage Elminster, sont toujours bien en vie et prêts à accomplir de nouveaux exploits.

## Ouvrages de jeu
Pour Advanced Dungeons & Dragons (1re édition) :
- (en) Jeff Grub, Ed Greenwood et Karen S. Boomgarden, Les Royaumes oubliés : décor de campagne [« Forgotten Realms Campaign Setting »], Transecom, 1987 boîte contenant un livret (Encyclopédie des Royaumes) de 94 p., un livret (Livret de Référence du MD) de 92 p. et 4 cartes couleur ; édition originale  (ISBN 0-88038-472-7).

Pour Advanced Dungeons & Dragons, 2e édition et Advanced Dungeons & Dragons, « édition 2.5 » :
- (en) Jeff Grub et Ed Greenwood, Forgotten Realms Campaign Setting, TSR, 1993 (ISBN 1-56076-617-4) boîte contenant trois livrets — Book 1. A Grand tour of the realms, Book 2. Running the realms et Book 3. Shadowdale — et des cartes
- (en) Jeff Grub et Ed Greenwood, Forgotten Realms Adventures, TSR, 1990, 154 p. (ISBN 978-0-88038-828-3)

Pour Dungeons & Dragons, 3e édition et Dungeons & Dragons, édition 3.5 :
- L. Richard Baker III, Ed Greenwood, Rob Heinsoo, Sean K. Reynolds, Skip Williams et James Wilson Wyatt, Les Royaumes oubliés [« Forgotten Realms »], Spellbooks, 2002, 320 p. (ISBN 2-84785-004-X) Wizards of the Coast 2001 pour l'édition originale
- Magie de Faerûn (2002)
- Monstres de Faerûn (2002)
- Seigneurs des Ténèbres (2002)
- Dogmes et Panthéons (2003)
- Les Marches d'Argent (2003)
- Races de Faerûn  (2003)
- L'Inaccessible Orient (2004)
- L'Outreterre (2004)
- Manuel des Joueurs de Faerûn (2005)
- Les Royaumes Serpents (2006)
- le Sud Étincelant (2006)
- Eauprofonde (2007)
- Scénarii, campagnes :
  - Cité de la Reine-Araignée (2003)

Pour Dungeons & Dragons, 4e édition :
- Philip Athans, L. Richard Baker III, Bruce R. Cordell, Ed Greenwood, Rob Heinsoo, Brian R. James, Stephen Radney-MacFarland, Peter Schaefer, Stephen Schubert et Chris S. Sims, Encyclopédie des Royaumes oubliés [« Forgotten Realms Campaign Guide »], Play Factory, 2008, 288 p. (ISBN 978-2-35783-008-0) Wizards of the Coast 2008 pour l'édition originale
- Guide des Joueurs des Royaumes oubliés (2008)
- Scénarii, campagnes :
  - La Tour du Sceptre de Gardesort (2008)

## Produits dérivés

### Littérature

#### Romans
À partir de 1994, la maison d'édition Fleuve noir a publié en français des traductions abrégées des romans de la série des Royaumes oubliés. Le dernier volume édité, Resurrection, portant le numéro 84, a été publié en mai 2007.
La série a été reprise en juin 2008 par un nouvel éditeur, Milady, un nouveau label des éditions Bragelonne.

#### Beaux livres
Plusieurs "beaux livres" tels que des recueils d'illustrations et des guides de l'univers sont publiés.

### Accessoires de jeu de rôle
De nombreux livres de campagnes et autres accessoires de jeu de rôle décrivant l'univers des Royaumes oubliés ont été publiés par TSR puis par Wizards of the Coast.

### Cinéma
- Donjons et Dragons : L'Honneur des voleurs, film sorti en 2023.

### Jeux de société
Aventures dans les Royaumes oubliés, une extension du jeu de cartes à collectionner Magic : l'Assemblée située dans les Royaumes oubliés, sort en 2021.

### Jeux vidéo
- Pool of Radiance,

Logo du jeu vidéo Baldur's Gate (1998), premier d'une série de jeux qui se déroulent dans la région de la Porte de Baldur, sur la Côte des Épées.

  - Pool of Radiance: Ruins of Myth Drannor (extension),
  - Advanced Dungeons and Dragons: Pool of Radiance,
- Eye of the Beholder,
  - Eye of the Beholder II: The Legend of Darkmoon,
  - Eye of the Beholder III: Assault on Myth Drannor,
- Curse of the Azure Bonds,
  - Secret of the Silver Blades,
  - Pools of Darkness,
- Baldur's Gate,
  - Baldur's Gate: Tales of the Sword Coast (extension),
  - Baldur's Gate II: Shadows of Amn,
  - Baldur's Gate II: Throne of Bhaal (extension),
  - Baldur's Gate: Dark Alliance,
  - Baldur's Gate: Dark Alliance 2,
  - Baldur's Gate III,
- Icewind Dale,
  - Heart of Winter (extension),
  - Icewind Dale II,
- Neverwinter Nights,
  - Neverwinter Nights: Shadows of Undrentide (1re extension),
  - Neverwinter Nights: Hordes of the Underdark (2e extension),
  - Neverwinter Nights 2,
  - Neverwinter Nights 2: Mask of the Betrayer (1re extension),
  - Neverwinter Nights 2: Storm of Zehir (2e extension),
- Forgotten Realms: Demon Stone,
- Neverwinter.

## Accueil
P. J. Clements remarque en 2019 que, bien que les Royaumes oubliés ne soient pas l'univers officiel des livres de base du jeu Donjons et dragons, ils en sont plus ou moins l'univers-phare, car ils ont fait l'objet des suppléments les plus nombreux et accueillent la grande majorité des œuvres, jeux et produits dérivés de D&D ; ils sont également l'univers dont les romans dérivés se sont le mieux vendus.
En 2023, les Royaumes oubliés sont souvent cités comme l'un des univers les plus célèbres et les plus appréciés de Donjons et dragons,,. Un article de Den of Geek en 2023 estime que le succès durable de l'univers est dû à des personnages mémorables comme le mage Elminster, l'elfe noir Drizzt Do'Urden ou Démogorgon, sa flexbilité qui le rend adaptable à de nombreux thèmes et genres d'aventures, la multiplicité des personnages jouables et les publications adaptées fournissant des portes d'entrée pour le découvrir sans être noyé sous les détails. GamesRadar+ remarque qu'« il y a plein d'idées uniques quand on gratte sous la surface, mais en général, c'est du classique. Ce qui veut dire que vous pouvez cocher les elfes, les orques, les magiciens et le reste sur votre bingo »,.